# Schilberg (Echt)
Schilberg (Limburgs: Sjaelberg) is een buurt in het Nederlands-Limburgse stadje Echt. Tot de tweede helft van de 20e eeuw was Schilberg een klein landelijk gehucht, maar door naoorlogse nieuwbouwprojecten is het nu vastgegroeid aan de dorpskern van Pey en aan de nieuwbouw van Echt, waardoor het anno 2008 is uitgegroeid tot een woonbuurt met ongeveer 900 woningen met 1800 inwoners.

## Beschrijving
De buurt ligt ten westen van de dorpskern van Pey en de N276 en ten oosten van Echt en de spoorlijn Roermond-Sittard. In het zuidoosten ligt het gehucht Slek, in het noordoosten ligt de woonbuurt Hingen. Schilberg is nog niet geheel omgeven door andere kernen, er zijn nog aangrenzende akkers. Op loopafstand zijn enkele (kleine en grote) natuurgebieden.
Toen de wijk nog een landelijke kern was, bestond het voornamelijk uit boerenhoeven en kleine woningen voor mijnwerkers en medewerkers van naburige dakpannenfabrieken. De bebouwing lag geconcentreerd langs de kruising van de Bosstraat en de Heerweg. De meeste kleine woningen zijn inmiddels verdwenen. De bebouwing varieert nu van flatgebouwen in het noorden, rijtjeshuizen daar net ten zuiden van, verder veel vrijstaande panden en twee onder één kap en enkele rijen rijtjeshuizen in de rest van de wijk. De gemeente heeft vergevorderde plannen om in de komende jaren het aantal woningen met minimaal 50% uit te breiden.
Schilberg heeft twee belangrijke doorgaande wegen: de Bosstraat en de Wilhelminalaan. Aan de Bosstraat ligt een 18e-eeuwse kapel voor Onze Lieve Vrouwe Maria van Schilberg. Aan de Wilhelminalaan liggen onder andere het politiebureau van Echt en de sportparken van onder andere voetbalvereniging EVV.

## Verenigingen
Er zijn twee wijkverenigingen actief in Schilberg: Buurtvereniging De Blomeput en Wijkvereniging Onze Lieve Vrouwe Put Schilberg. De Blomeput heeft een eigen wijkgebouw, de Blomehaof. Put Schilberg maakt daar regelmatig gebruik van.

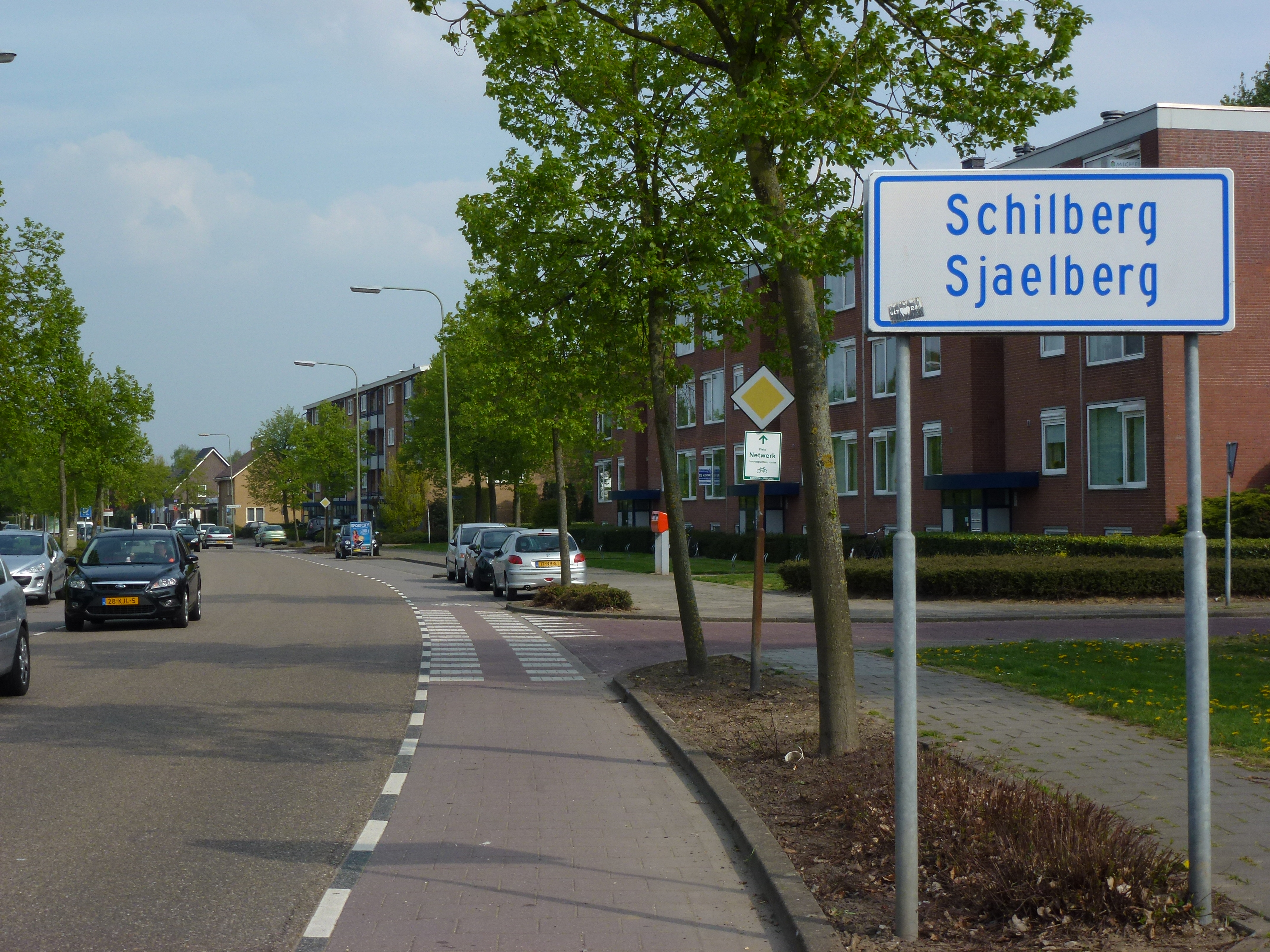
Entreebord
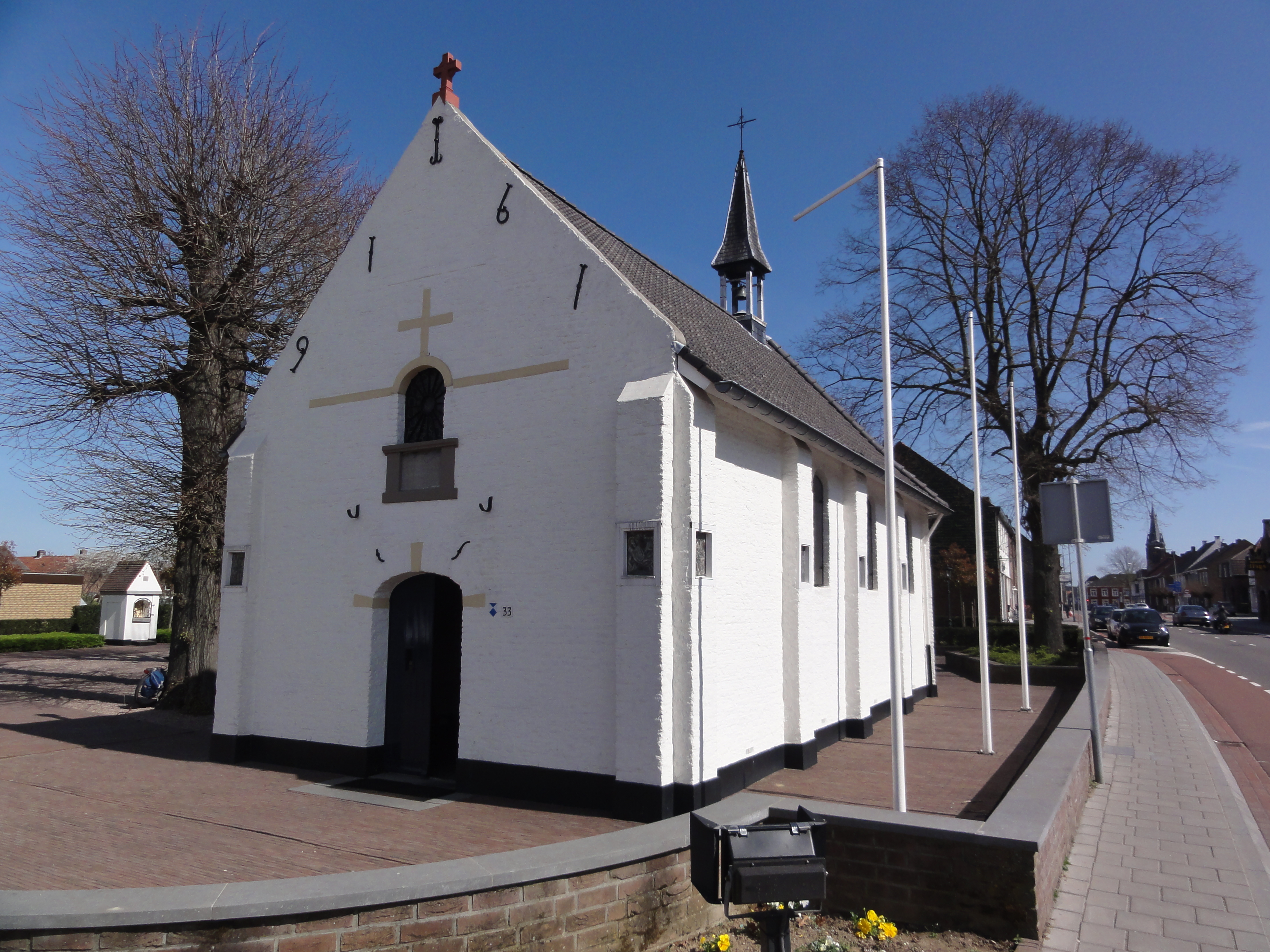
Kapel O.L.Vrouw van Schilberg
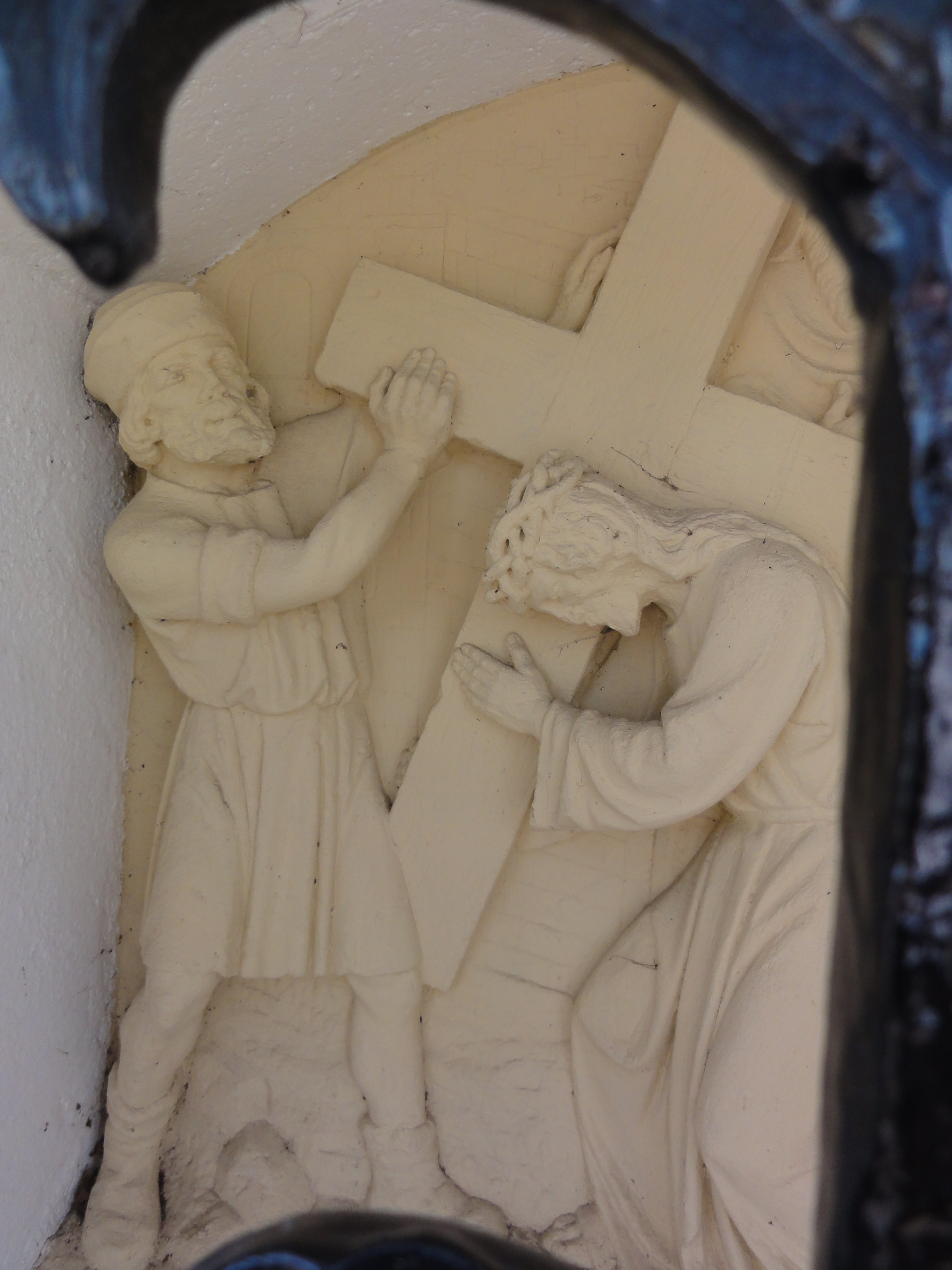
Detail kruiswegstatie in kruiswegpark bij kapel O.L.Vrouw van Schilberg